# سيد جوردن
سيد جوردن (بالإنجليزية: Sid Jordan) هو ممثل أمريكي، ولد في 12 أغسطس 1889 في الولايات المتحدة، وتوفي بنفس المكان في 30 سبتمبر 1970.

## وصلات خارجية
- سيد جوردن على موقع IMDb (الإنجليزية)
- سيد جوردن على موقع أول موفي (الإنجليزية)
- سيد جوردن على موقع قاعدة بيانات الفيلم (الإنجليزية)